# Good People
Good People is een nummer van de Amerikaanse singer-songwriter Jack Johnson uit 2005. Het is de tweede single van zijn derde studioalbum In Between Dreams.
Hoewel het nummer positief en ontspannend klinkt, uit Johnson in "Good People" Johnson kritiek op het geweld de hedendaagse televisie, en het effect daarvan op de samenleving. Het nummer werd enkel in Nieuw-Zeeland een hit. In de Nederlandse Single Top 100 flopte het met een 92e positie.